# Strophurus taeniatus
Strophurus taeniatus — вид геконоподібних ящірок родини диплодактилідів (Diplodactylidae). Ендемік Австралії.

## Поширення і екологія
Strophurus taeniatus мешкають на півночі Австралії. Перша популяція поширена від півострова Ямпі на північному заході Західної Австралії до північного заходу Північної Території, друга — від південного сходу Арнемленду на Північній території на схід до Маунт-Айзи в Квінсленді, а третя — на нагір'ї Ейнаслі на північному сході Квінсленду. Вони живуть на спінніфексових луках, що ростуть на сухих, кам'янистих ґрунтах.